# Onze-Lieve-Vrouw-Onbevlekt-Ontvangenkerk (Terwinselen)
De Onze-Lieve-Vrouw-Onbevlekt-Ontvangenkerk is een kerkgebouw in de wijk Terwinselen in Kerkrade in de Nederlandse provincie Limburg.
De kerk is opgedragen aan de Onbevlekte Ontvangenis van Maria.

## Geschiedenis
In 1921 werd de kerk gebouwd naar het ontwerp van architect Hubert van Groenendael.
In 1939 had de kerk geleden onder ernstige mijnschade en kreeg de kerk nieuwe plafonds.
Sinds 2001 is de kerk een rijksmonument, net als de naastgelegen pastorie.

## Opbouw
Het georiënteerde gebouw is een kruiskerk met eclecticische elementen en bestaat uit een schip, twee paar kruisarmen, een koor, een halfronde apsis met halfrond kegeldak en in de oksel van de noordelijke kruisarm en het schip een toren met tentdak. Vlak achter de frontgevel bevindt zich een kleine pseudo-dwarsbeuk. Halverwege het gebouw bevindt zich het eerste paar kruisarmen en het tweede paar sluit aan op het koor. De kruisarmen bij het koor, het dwarsschip en het schip hebben een tongewelf, maar de viering heeft een kruisgewelf. De plint van het gebouw is opgetrokken in Nivelsteiner zandsteen, daarboven is baksteen gebruikt. De gezandstraalde ramen in de kruisarmen, voorstelling Heilige Barbara en de mijn met mijnwerkers, zijn na de oorlog aangebracht door de Maastrichtse kunstenaar Jérôme Goffin.  